# Ötzi-Alpin-Marathon
Der Ötzi-Alpin Marathon ist ein italienischer Extrem-Triathlon von Naturns ins Schnalstal und von dort bis auf den Gletscher auf 3200 Metern Höhe.
Die Teilnehmer müssen die Marathondistanz von 42,195 km sowie einige tausend Höhenmeter überwinden. Die Disziplinen lauten Mountainbike, Berglauf und Skitour. Der Ötzi-Alpin Marathon wurde zu Ehren von Ötzi und seinen Zeitgenossen ins Leben gerufen, welche ohne jegliche technische Hilfsmittel die Alpen durchquerten. Er findet jedes Jahr im April statt.

## Teilstrecken
- 24,2 km Mountainbike (1538 Höhenmeter)
- 11,8 km Berglauf (495 Höhenmeter)
- 6,2 km Skitour (1201 Höhenmeter)